# Hamadryas amphinome
Hamadryas amphinome là một loài cracker butterfly thuộc họ Nymphalidae. Nó được tìm thấy ở México phía nam đến Amazon Basin and in Guianas, Peru và Bolivia.
Ấu trùng ăn Dalechampia scandens.

## Phụ loài
- Hamadryas amphinome amphinome (Colombia, Bolivia, Brazil)
- Hamadryas amphinome fumosa (Colombia)
- Hamadryas amphinome mazai (Mexico)
- Hamadryas amphinome mexicana (Mexico to Colombia)

## Hình ảnh

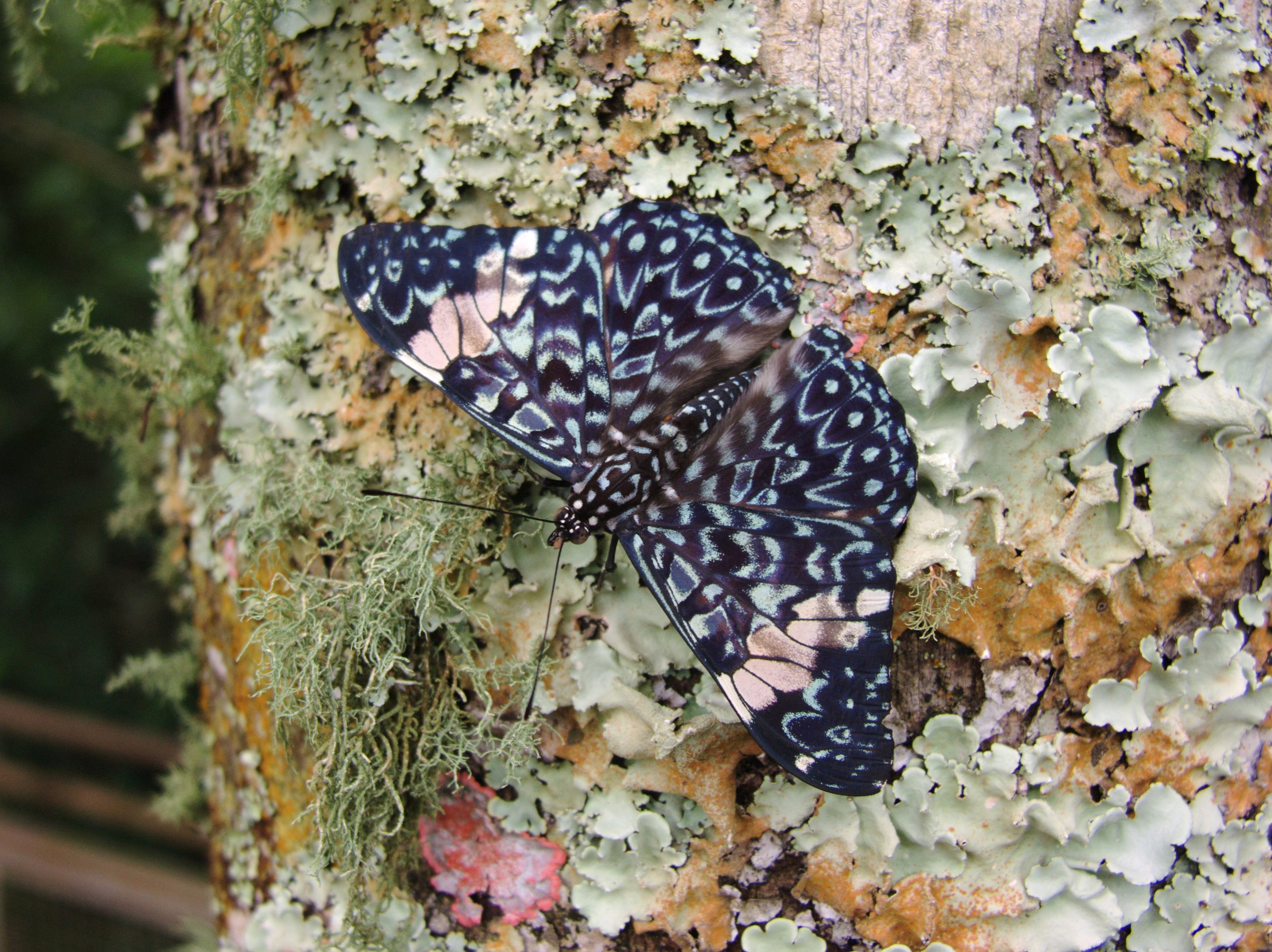
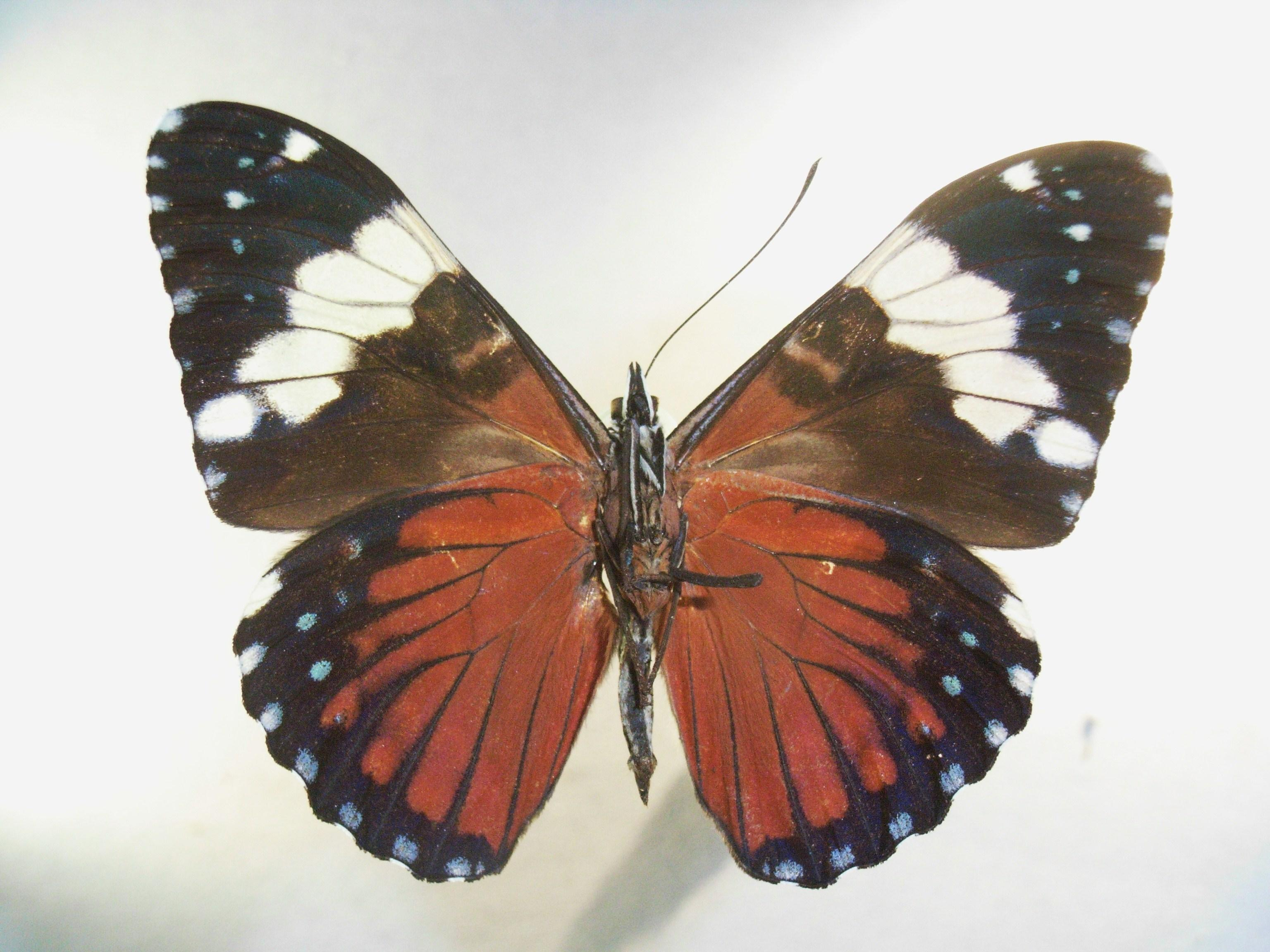